# Boehmeria bullata
Boehmeria bullata är en nässelväxtart. Boehmeria bullata ingår i släktet Boehmeria och familjen nässelväxter.

## Underarter
Arten delas in i följande underarter:
- B. b. bullata
- B. b. coriacea
- B. b. notobullata